# Boudewijn Zenden
Boudewijn "Bolo" Zenden (Maastricht, 15 de agosto de 1976) é um ex-futebolista neerlandês que atuava como meio-de-campo.
Zenden era um ala-esquerdo, podendo atuar também como lateral-esquerdo, meia central e atacante pela esquerda. Rápido, com bom controle de bola e capacidade de marcação muito melhor do que a de um ponta comum, Zenden costuma pecar pela demora nos arremates, preferindo muitas vezes servir um companheiro que não está tão bem colocado.
Zenden ganhou o prêmio "Talento do futebol neerlandês" do ano de 1997.

## Juventude
Zenden, desde cedo, teve de coordenar seus treinos de futebol e de judô. Seu pai, Pierre Zenden, era judoca e comentarista de judô numa estatal neerlandesa. Aos 16 anos, abandonou definitivamente a arte marcial pelo futebol, já que jogava pelo time juvenil do PSV Eindhoven, que o contratou do MVV, da sua cidade natal Maastricht, que o descobriu quando tinha nove anos.

## Carreira

### PSV Eindhoven
Boudewijn subiu ao time principal do PSV em 1993, com 17 anos. O jovem ganhou a posição de Peter Hoekstra na temporada 1995/96, sendo um dos principais jogadores do time (junto com o experiente Jan Wouters) que venceu a Eredivisie na temporada 1996/97; Zenden ganhou o prêmio de melhor jogador do país na ocasião. Após outra temporada no clube neerlandês, foi à Copa do Mundo de 1998 e acabou vendido ao FC Barcelona junto com Phillip Cocu.

### Barcelona
Zenden não teve muita sorte no clube catalão. Apesar de ser um dos "neerlandeses de van Gaal", junto com Ruud Hesp, Michael Reiziger, Frank e Ronald de Boer, Winston Bogarde, Cocu e Patrick Kluivert, era reserva do astro Rivaldo, que atuava em sua posição favorita (ponta-esquerda). Curiosamente, Rivaldo não gostava de atuar nesta posição. Com a chegada de Marc Overmars em 2000, Zenden teve ainda menos oportunidades - era, inclusive, relegado à lateral-esquerda, como substituto de Sergi Barjuán. Zenden fez apenas dois gols pelo Barcelona, uma na goleada de 5 a 0 sobre o AIK pela Liga dos Campeões da UEFA e outro sobre o Atlético de Madrid, um chute forte de fora da área que garantiu a vitória por 2 a 1. Os colchoneros seriam rebaixados na temporada. O último jogo de Zenden pelo clube catalão foi um 3 a 2 contra o Valencia CF, jogo que ficou famoso pela bicicleta de Rivaldo no último minuto. Zenden entrou no lugar de Patrick Kluivert.

### Chelsea FC
O Barcelona emprestou Zenden ao Chelsea FC em 2001, e o clube exerceu o direito de compra em 2002. Ele chegou ao clube londrino junto com Emmanuel Petit, seu companheiro também no Barcelona. Ao contrário do francês, que chegou com status de titular, Zenden teve lesões que atrapalharam sua melhor forma, sendo costumeiramente um reserva que entrava no lugar de Dennis Wise ou Gianfranco Zola. Fez, no entanto, um belo gol contra o Manchester United, que deu ao Chelsea a vitória por 1 a 0. Junto com mais três tentos, foi esse seu legado em duas temporadas no clube londrino.

### Middlesbrough
Foi emprestado ao Middlesbrough FC para a temporada 2003/04. Fez boa parceria com o jovem Stewart Downing e o artilheiro Mark Viduka, no time que acabou por ganhar a Copa da Liga Inglesa, seu único troféu de porte, e ir à Copa da UEFA. Isto para os fãs do Boro era uma grande conquista, pois o time costuma brigar contra o rebaixamento. No time, Zenden e Downing 'trocavam' frequentemente de posição, entre a meia central e a ponta-esquerda. Teoricamente, Bolo era o ponta, mas muitas vezes fazia a função de meia. Jogou 36 de 38 jogos, fazendo 5 gols em uma temporada e meia. Zenden fazia gols vitais, como o gol de penal que seria o da vitória contra o Bolton Wanderers na final da Copa que o Boro conquistou. Zenden saiu por uma proposta melhor do Liverpool FC no verão de 2005, mas será lembrado com carinho pelos torcedores do clube.

### Liverpool
A forma de Zenden no Liverpool não foi das melhores. Nos seis primeiros meses, apesar de jogar e fazer seus dois únicos gols pelo clube, não participou da campanha vitoriosa na Liga dos Campeões da UEFA, porque já havia jogado a Copa da UEFA pelo Middlesbrough. Na Premier League, o time ficou em quinto, e teve que manobrar nos tribunais para conseguir defender seu título da Liga dos Campeões.
Zenden, no entanto, fez parte do time que conquistou a Supercopa da Europa sobre o CSKA Moscou, em 2005. Jogou a partida toda. Além de ser vivamente aplaudido no jogo contra o Middlesbrough (um feio 0 a 0), foi seu único bom momento na temporada - Zenden rompeu os ligamentos do joelho em Dezembro de 2005, ficando de fora do vice-campeonato do Mundial de Clubes da FIFA.
Recuperou-se para a Community Shield de 2006, na qual o Liverpool venceu o Chelsea, e começou a temporada 2006/07 como opção para o meio, já que a ponta era muito disputada, e o titular Dietmar Hamann havia saído. Zenden lesionou o joelho outra vez em Novembro de 2006 contra o Manchester City, voltando em Março de 2007, num jogo onde perdeu um gol incrível e o Newcastle United venceu por 2 a 1. Zenden reconquistou a ponta-esquerda com a ausência de Luis García e Harry Kewell, deixando John Arne Riise como lateral. Foi titular na boa campanha na Liga dos Campeões, jogando as duas semifinais contra o Chelsea, marcando um dos gols na decisão por pênaltis (Liverpool 4 a 2) e começou jogando a final perdida por 2 a 1 para o Milan, sendo substituído pelo australiano Kewell aos 14 minutos do segundo tempo.

### Olympique Marseille
Após as chegadas de Yossi Benayoun, Ryan Babel, Fernando Torres e Andriy Voronin, Zenden não renovou seu contrato com o Liverpool. Em 6 de Julho, assinou com o Olympique de Marselha que, apesar de fazer más partidas no Campeonato Francês, vai bem na Liga dos Campeões, tendo vencido o mesmo Liverpool no estádio Anfield com um gol de Mathieu Valbuena - com assistência de Zenden.

Ao final da temporada 2008/09, não teve seu contrato renovado pelo Olympique Marseille e chegou a ficar algum tempo sem clube.

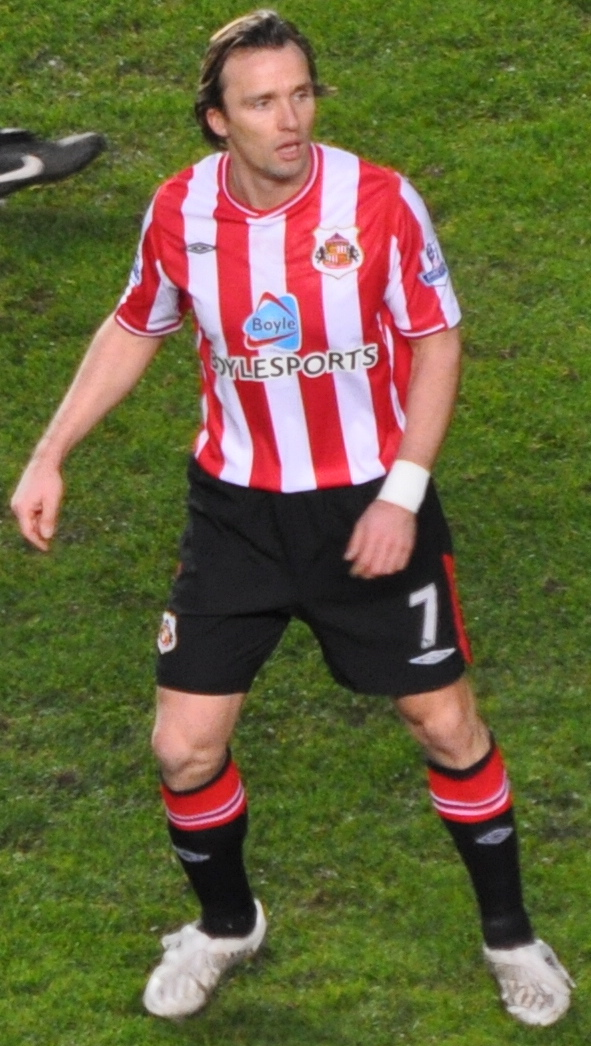
Zenden em 2010.

### Sunderland
Em 16 de Outubro de 2009, o Sunderland anunciou oficialmente um acordo para a contratação de Zenden. Inicialmente, o contrato irá até o final da temporada 2009/10. Curiosamente, a estreia de Zenden pelo Sunderland ocorrerá exatamente contra seu ex-clube, o Liverpool, pela 9ª rodada da Premier League 2009/10.

### Volta ao Chelsea
Recém-aposentado, parou ao término da temporada 2010/2011, no Sunderland, e a Convite de Rafael Benitez assumiu a função de auxiliar-técnico.

## Seleção nacional
Zenden estreou na seleção neerlandesa nas eliminatórias para a Copa de 98, num 3 a 0 contra San Marino. Zenden foi convocado, merecendo a camisa 12, e estreou na copa numa situação espinhosa: o titular da ponta, Cocu, foi recuado para a lateral dada a contusão de Bogarde e a expulsão de Arthur Numan. Isto nas quartas-de-final contra a Argentina. Assim, Zenden estreia contra o Brasil nas semifinais. Saiu-se bem contra Zé Carlos, lateral brasileiro, mas foi substituído porque os Países Baixos desejavam maior poder ofensivo. Deu lugar a Pierre van Hooijdonk. Os Países Baixos foram eliminados pelo Brasil nos pênaltis. A boa atuação permitiu a Zenden ser escalado na decisão de terceiro lugar contra a Croácia. Zenden fez seu primeiro gol com a camisa dos Países Baixos nesse jogo - derivou da ponta direita, driblou um beque croata e arrematou por cima do goleiro Drazen Ladic. Na comemoração, Zenden protagonizou uma cena um tanto ridícula: ao comemorar seu gol, deu uma cambalhota, mas errou e caiu, literalmente, de cara no chão. Ainda assim, os neerlandeses perderam por 2 a 1 e ficaram em quarto.
Na Seleção, Zenden rivalizava com Marc Overmars, sendo frequentemente relegado à lateral. Assim, na Euro 2000, foi inscrito com a camisa 5 de um defensor. Eventualmente, o técnico achou a formação ideal: deslocou Overmars para a direita, na vaga de Ronald de Boer, e manteve Zenden na esquerda. No torneio, marcou dois gols: na vitória de 3 a 0 sobre a Dinamarca e sobre a França, jogo vencido pelos neerlandeses por 3 a 2. Zenden fez ótima EuroCopa (os Países Baixos foram eliminados pela Itália na semifinal nos pênaltis, em grande atuação do arqueiro Francesco Toldo) e figurou entre os melhores meio-campistas do torneio.
Zenden sofria com lesões enquanto os Países Baixos sofriam para se classificar para a Copa do Mundo de 2002, e acabou não conseguindo, de fato. Após o fracasso, um princípio de reformulação tomou conta dos dirigentes dos Países Baixos. Junto com outros veteranos - Clarence Seedorf, Frank de Boer, Paul Bosvelt, Edgar Davids, Kluivert, van Hooijdonk, Overmars e Roy Makaay, Zenden teve sua última chance num torneio oficial pela Seleção na Eurocopa 2004. Após o evento, no qual jogou parcos 45 minutos na primeira partida, Zenden teve poucas chances. Marcou seu último gol num amistoso contra a Estônia, mas após sua lesão no joelho, não foi mais chamado. Com o surgimento de jogadores como Ryan Babel, Rafael van der Vaart, Wesley Sneijder, Dirk Kuyt, Robin van Persie e especialmente Arjen Robben, Zenden não teve mais oportunidades no selecionado neerlandês. Despediu-se com 54 jogos e 7 gols.

## Títulos
PSV
- KNVB Cup: 1995–96
- Johan Cruyff Shield: 1996, 1997
- Eredivisie: 1996–97

Barcelona
- La Liga: 1998–99

Middlesbrough
- Copa da Liga Inglesa: 2004

Liverpool
- Supercopa da UEFA: 2005
- Community Shield: 2006

### Prêmios individuais
- Jogador Jovem Holandês do Ano: 1997
- Troféu Alan Hardaker: 2004